# 大亞穆鄉

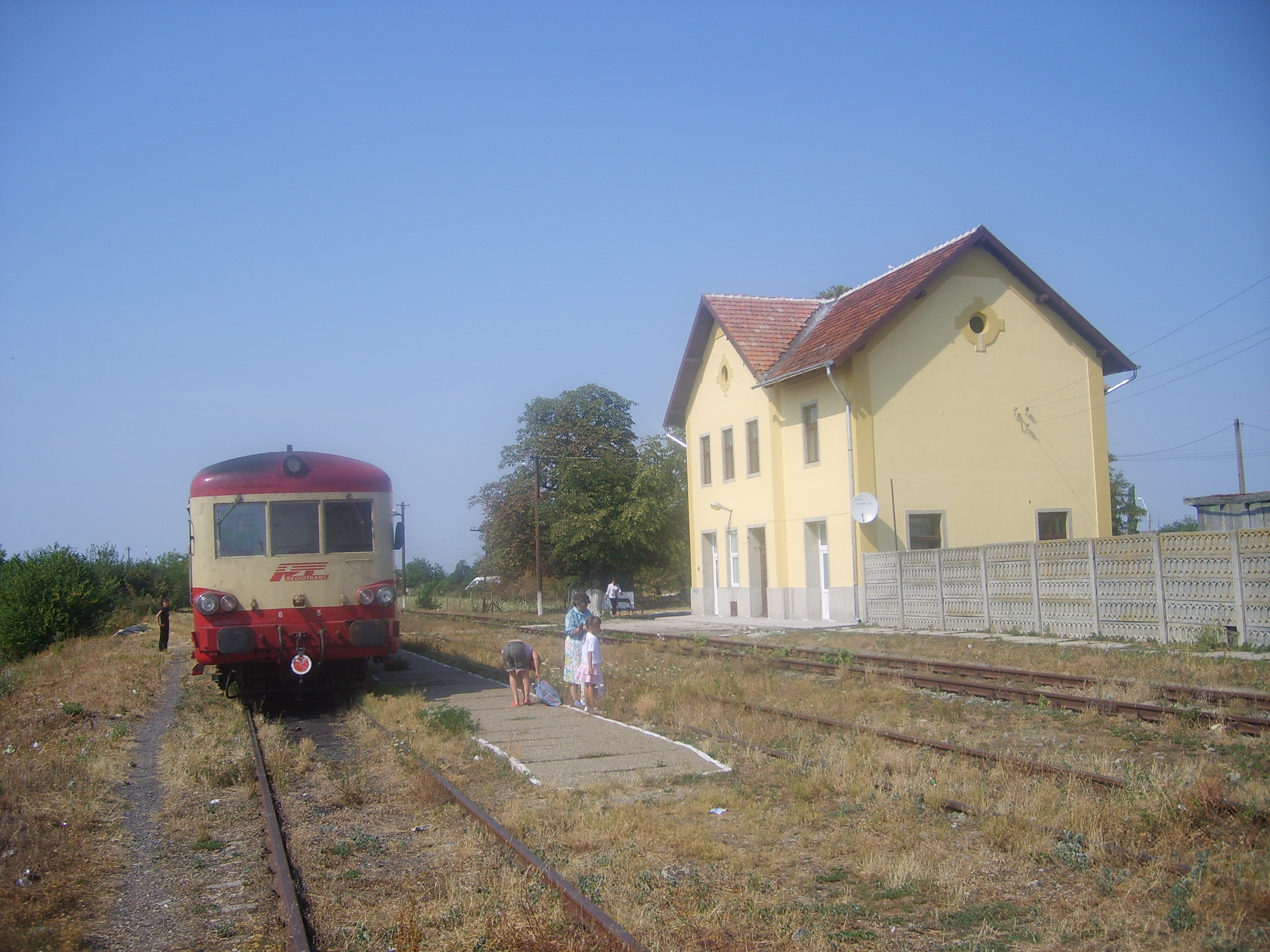

45°15′N 21°25′E / 45.250°N 21.417°E
大亞穆鄉（羅馬尼亞語：Comuna Jamu Mare, Timiș），是羅馬尼亞的鄉份，位於該國西部，由蒂米什縣負責管轄，面積207平方公里，海拔高度102米，2002年人口3,119，人口密度每平方公里15人。